# Последнее слово (фильм, 2017)
«Последнее слово» (англ. The Last Word) — американский комедийно-драматический фильм 2017 года режиссёра Марка Пеллингтона по сценарию Стюарта Росса Финка. В главных ролях Аманда Сейфрид и Ширли Маклейн.
Премьера фильма «Последнее слово» состоялась на кинофестивале Sundance, 24 января 2017 года. Фильм был выпущен в прокат 3 марта 2017 года компанией Блекер-стрит.

## Сюжет
Гарриет — успешная бизнесвумен, которая всегда держала жесткий контроль над каждым аспектом своей жизни. Когда она размышляет о своих достижениях, она решает подключить молодую местную писательницу Энн Шерман для описания своей жизни. Если первоначальный результат не соответствует высоким ожиданиям Гарриет, то она изменяет свои воспоминания, но Энн не хочет быть к этому причастна. Как разворачивается история, так две женщины развивают уникальную связь, которая изменяет не только наследие Гарриет, но и будущее Энн.

## В ролях
- Ширли Маклейн — Harriett Lauler
- Аманда Сейфрид — Anne Sherman
- Энджуэл Ли Диксон — Brenda
- Энн Хеч — Elizabeth
- Том Эверетт Скотт — Ronald Odom
- Томас Садоски — Robin Sands
- Джоэль Мюррей — Joe Mueller
- Адина Портер — Bree Wilson
- Филип Бейкер Холл — Edward
- Сара Бейкер — Zoe
- Стивен Калп — Sam Serman
- Basil Hoffman — Christopher George
- Todd Louiso — Dr. Morgan